# Plestiodon brevirostris
Plestiodon brevirostris är en ödleart som beskrevs av  Günther 1860. Plestiodon brevirostris ingår i släktet Plestiodon och familjen skinkar. IUCN kategoriserar arten globalt som livskraftig.

## Underarter
Arten delas in i följande underarter:
- P. b. bilineatus
- P. b. brevirostris
- P. b. dicei
- P. b. indubitus
- P. b. pineus